# Nitty Gritty
Nitty Gritty, pseudonimo di Glen Augustus Holness (Kingston, 1958 – New York, 24 giugno 1991), è stato un cantautore reggae giamaicano.
Nitty Gritty fu uno dei più rappresentativi cantanti della prima era del dancehall reggae digitale, il raggamuffin. Cugino del più noto Tenor Saw, Nitty Gritty si impose nella meta degli anni ottanta come uno dei più promettenti cantanti early ragga assieme allo stesso Tenor Saw, Pad Anthony, King Kong e Anthony Red Rose, quest'ultimo con cui condivideva uno stile vocale molto simile. Nitty Gritty è riconosciuto come uno dei maggiori esponenti del Waterhouse style, stile vocale che accomunava svariati cantanti dancehall degli anni ottanta.

## Biografia
Nato secondo di 11 fratelli in una famiglia profondamente religiosa nel 1958, Glen Augustus Holness svolgeva il mestiere di elettricista prima di formare i Soulites nei primi anni settanta, molto prima di affermarsi come cantante dancehall reggae. Dovranno passare circa 10 anni prima che Holness esordisca con il suo primo singolo, Every Man Is A Seller, pubblicato nel 1983 per l'etichetta Youth Promotion di Sugar Minott con lo pseudonimo di Nitty Gritty. Dopo questo debutto, l'artista registrò materiale per la Channel One dopo aver collaborato per breve con Danny Dread del Zodiac sound system. Altre collaborazioni furono con Derrick ‘Bubbles’ Howard degli African Brothers prima di raggiungere George Phang nel 1984. In questo periodo Nitty Gritty si fece strada nella scena musicale assieme al suo giovane cugino e amico Tenor Saw, il quale otterrà presto un grande successo nella scena dancehall. I due cantanti condurranno delle promettenti carriere in questi anni, cantando su svariati riddim comuni molto in voga in quel periodo, come "Stalag 17" e "Sleng Teng". La hit di Nitty Gritty del 1985 "False Alarm", ad esempio, era un esplicito riferimento a "Ring the Alarm" di Tenor Saw dello stesso 1985, entrambi cantati sul riddim di "Stalag 17".
Fu la collaborazione col produttore King Jammy nel 1985 a permettere a Nitty Gritty - così come a Tenor Saw - di ottenere il vero successo. Jammy stava contribuendo ad introdurre le sonorità digitali nella musica dancehall in quel periodo, tanto da essere riconosciuto come "il padrino dell'early ragga". I due cugini cavalcarono l'esplosione di questa nuova variante del reggae guidata da Jammy, la quale prenderà il nome di raggamuffin o "digital dancehall". Il primo singolo di Nitty Gritty, Hog Inna Minty, vecchia canzone popolare caraibica, ottenne subito ottimi riscontri dal pubblico. I singoli successivi quali Good Morning Teacher, Sweet Reggae Music, Run Down The World e Gimme Some Of Your Something, costruiti su vari riddim digitali proposti da vari altri artisti contemporanei, riconfermarono il suo talento. Nel 1986 seguì il suo album di debutto, Turbo Charged, contenente alcuni dei singoli precedentemente pubblicati. Lo stesso anno vide la luce anche lo split album con King Kong Musical Confrontation. Poco dopo queste prime pubblicazioni Nitty Gritty si trasferì brevemente a Londra prima di instaurarsi definitivamente a New York. Qui pubblicò materiale per la Uptempo, la Black Solidarity e la Skengdon. Il suo terzo album (secondo effettivo album solista) General Penitentiary, pubblicato nel 1987, vedeva il cantante giamaicano ancora in grado di ottenere consensi dal pubblico. Al contrario dei suoi lavori precedenti, General Penitentiary era un album solo parzialmente digitale, presentando una buona componente strumentale grazie al contributo della Studio One Band nel ruolo di backing band. L'album era per metà composto da brani vocali-strumentali e per metà da versioni dub, mantenendo comunque l'impronta dancehall. L'anno successivo è la volta dell'omonimo Nitty Gritty per la Music Master, in cui l'artista abbandona le sperimentazioni dub per tornare sulla strada del puro dancehall reggae. Il disco continua ancora ad introdurre parti strumentali al contrario dei primi lavori, vedendo la collaborazione delle backing band Firehouse Crew e Steely & Clevie. Il singolo "Sweet Dream" contenuto in questo album era una reinterpretazione del popolare brano degli Eurythmics "Sweet Dreams (Are Made of This)" del 1983. Il 1988 fu anche l'anno della morte del cugino Tenor Saw a Houston, in Texas. Le cause ufficiali del decesso vennero attribuite ad un incidente stradale con omissione di soccorso, sebbene altre fonti insistettero nel riconoscerlo come un omicidio. Curiosamente, alcune fonti riportano che i sospetti tra alcuni fans ricaddero su Nitty Gritty, ma chi li conosceva negò che ci fossero screzi tra i due. L'anno successivo Nitty Gritty gli dedicò un brano tributo dal titolo Who Killed Tenor Saw?, presumibilmente in parte per proclamare la sua innocenza.
Nel 1989 seguì la pubblicazione di Jah In The Family per la Blacker Dread, album che includeva materiale risalente al periodo in cui si trasferì nel Regno Unito nel 1986. Dopo questa pubblicazione la carriera di Nitty Gritty iniziò a declinare. Jah In The Family fu infatti l'ultimo album dell'artista. In seguito, tra il 1989 e il 1991, vennerò pubblicati pochi altri singoli, come "Ready Dun" (1991), brano basato sul riddim di "ba ba boom". Il cantante morì il 24 giugno 1991 a 34 anni, ucciso in una sparatoria davanti al famoso Super Power Records di Flatbush, Brooklyn, un importante punto vendita di riferimento per la scena musicale reggae di New York. Anche questa volta, come successe per Tenor Saw, alcuni sospettarono che la causa della morte fosse dovuta alla rivalità tra artisti dancehall. Inizialmente infatti il dj dancehall/ragga Super Cat venne fortemente sospettato di essere l'autore dell'omicidio dalla polizia locale, ma verrà scagionato nel 1992. In un'intervista risalente a quell'anno sul periodico SPIN, a riguardo dell'omicidio di Nitty Gritty, Super Cat dichiarò: "Fu un miracolo - avrei potuto essere io. È come se camminassi lungo la strada e inaspettatamente un cane saltasse fuori e cercasse di morderti. Se non reagisci, allora morirai. Non sono contento di quello che è successo, perché abbiamo perso un buon soldato nell'industria musicale. Ma al tempo, la sua testa non era a posto."
In seguito alla morte di Nitty Gritty e Tenor Saw verranno pubblicate alcune raccolte in forma di split album che racchiuderanno tracce di entrambi, quali Tenor Saw Meets Nitty Gritty - With Lots of Sign (1994) e Tenor Saw Meets Nitty Gritty (2008).

## Discografia

### Album in studio
- 1986 - Turbo Charged
- 1987 - General Penitentiary
- 1988 - Nitty Gritty
- 1989 - Jah in the Family

### Split album
- 1986 - Musical Confrontation  (con King Kong)
- 2008 - Tenor Saw Meets Nitty Gritty (con Tenor Saw)

### Raccolte
- 1994 - Tenor Saw Meets Nitty Gritty - With Lots Of Sign
- 1994 - Tribute to Nitty Gritty: Trials & Crosses
- 2002 - We Run Things (con Tenor Saw)